# Сериноламид A
Сериноламид А — природный эйкозаноид, производное анандамида. Выделен из морской цианобактерии Lyngbya majuscula и других близкородственных видов семейства Oscillatoria. Испытания установили, что сериноламид является активным агонистом каннабиноидов средней силы, с пятикратной избирательностью по отношению к рецептору CB1 и Ki 1300 нМ.